# الم‌وود ویلیج (بوفالو)
الم‌وود ویلیج (به انگلیسی: Elmwood Village) یک منطقهٔ مسکونی در ایالات متحده آمریکا است که در بوفالو، نیویورک واقع شده‌است. این محله در امتداد خیابان الم‌وود واقع شده‌است. این محله از جنوب با محله آلن تاون هم‌مرز است. مرز شمالی آن به کالج ایالتی بوفالو و دلاویر پارک نزدیک است، درست مقابل مرکز هنری بورچ‌فیلد پنی. مرز شرقی آن خیابان دلاور (نیویورک۳۸۴) است. مرز غربی خیابان ریچموند و در غرب محله وست ساید قرار دارد. الم‌وود ویلیج ۳۰٬۷۷۴ نفر جمعیت دارد و ۱۹۵٫۹۹ متر بالاتر از سطح دریا قرار دارد.